# Diocese de Kannur
A Diocese de Kannur (Latim:Dioecesis Kannurensis) é uma diocese localizada no município de Kannur, no estado de Querala, pertencente a província eclesiástica da Arquidiocese de Calicut na Índia. Foi fundada em 5 de novembro de 1998 pelo Papa João Paulo II. Com uma população católica de 55.804 habitantes, sendo 1,7% da população total, possui 62 paróquias com dados de 2020.

## História
Em 5 de novembro de 1998 o Papa João Paulo II cria a Diocese de Kannur através do território da Diocese de Calicut, sufragânea da Arquidiocese de Verapoly.
Em 12 de abril de 2025, passou a fazer parte da província eclesiástica da nova Arquidiocese de Calicut.

## Lista de bispos
A seguir uma lista de bispos desde a criação da diocese em 1998.
|                          | Nome                     | Período      | Notas                    |
| Bispos                   | Bispos                   | Bispos       | Bispos                   |
| ------------------------ | ------------------------ | ------------ | ------------------------ |
| 2º                       | Alex Joseph Vadakumthala | 2014 - atual |                          |
| 1º                       | Varghese Chakkalakal     | 1998 - 2012  | Nomeado bispo de Calicut |
| Bispo auxiliar           |                          |              |                          |
|                          | Dennis Kuruppassery      | 2024 - atual |                          |
| Administrador apostólico |                          |              |                          |
| 1º                       | Varghese Chakkalakal     | 2012 - 2014  |                          |